# Hewittia puccioniana
Hewittia puccioniana là một loài thực vật có hoa trong họ Bìm bìm. Loài này được (Chiov.) Verdc. mô tả khoa học đầu tiên năm 1958.